# برهمان‌بریا-۲
برهمان‌بریا-۲ (به لاتین: Brahmanbaria-2) یک منطقهٔ مسکونی در بنگلادش است که در ناحیه برهمن‌بریه واقع شده‌است.